# Джоан Хакет
Джоан Хакет (на английски: Joan Hackett) е американска филмова, театрална и телевизионна актриса. 

## Биография
Джоан Хакет е родена на 1 март 1934 година в квартал Източен Харлем в Ню Йорк. Дъщеря е на Джон и Мери (по баща Еспозито) Хакет и израства в Елмхърст, Куинс, където става модел и напуска през последната си година в гимназията.  Тя има сестра Тереза и брат Джон. Майка й е от Неапол, Италия, а баща й има ирландски произход. Тя е отгледана, като католичка и учи в католически училища. 

### Кариера
Джоан Хакет дебютира през 1959 г. с ролята на Гейл Прентис в телевизионния сериал „Младият доктор Малоун“. През 1961 г. тя печели награда „Световна театрална награда“ и награда „Оби“ за най-добра актриса и награда „Драма Деск“ за ролята си на Крис извън Бродуей в пиесата на Майкъл Шъртлеф „Наричайте ме с правилното ми име“. Играе една от главните роли във филма на Сидни Лумет от 1966 г. „Групата“, заедно с Кандис Бъргън, Лари Хагман, Ричард Мълиган, Джоана Петет и други. Едно от нейните забележителни филмови изпълнения е ролята на Катрин Алън, млада майка, която се бори да оцелее на границата, в уестърна „Уил Пени“ (1968) с Чарлтън Хестън в главната роля. Хакет също има забележителна роля в класическата уестърн комедия „Подкрепете своя местен шериф!“ (1969) с Джеймс Гарнър.
Хакет печели наградата Златен глобус за най-добра актриса в поддържаща роля и е номинирана за наградата Оскар за най-добра поддържаща женска роля за изпълнението си във филма „Само когато се смея“ (1981), последният филм, който прави преди смъртта си.

### Персонален живот
Джоан Хакет е омъжена от 1966 до 1973 г. за актьора Ричард Мълиган, с който участват във филма „Групата“ (1966).

### Смърт
Джоан Хакет е диагностицирана с рак през 1981 г. Тя умира от рак на яйчниците на 8 октомври 1983 г. в болница Енсино в Енсино, Калифорния. Погребална литургия се провежда в сряда, 12 октомври 1983 г., в католическата църква Св. Виктор в Лос Анджелис, Калифорния. Останките й са погребани в мавзолея на абатството на псалмите в гробището Холивуд завинаги, където епитафията й гласи: „Върви си – аз съм заспал“.

## Избрана филмография
| година | филм                | оригинално заглавие | роля        | режисьор     |
| ------ | ------------------- | ------------------- | ----------- | ------------ |
| 1981   | Само когато се смея | Only When I Laugh   | Тоби Ландау | Глен Джордан |